# 三宅雪子
三宅 雪子（みやけ ゆきこ、本名：森安 雪子、1965年（昭和40年）3月5日 - 2020年（令和2年）1月2日）は、日本の政治家。衆議院議員（1期）。
祖父は衆議院議員で労働大臣、運輸大臣、内閣官房長官、衆議院議院運営委員長を歴任した石田博英、父は元外交官の三宅和助。

## 経歴

### 生い立ち
外交官の父である三宅和助の赴任先であったアメリカ合衆国ワシントンD.C.で生まれる。名前の由来は、誕生時に雪が降っていたためとされる。なお、外交官の子弟は、出生地主義による国籍の取得はできないため、アメリカ国籍は取得していない。逗子市立久木小学校、逗子市立久木中学校、桐朋女子高等学校、玉川学園女子短期大学、共立女子大学文芸学部卒業。

### フジテレビジョン在職時
1988年（昭和63年）フジテレビジョン入社。営業局、報道局、国際局、CSR推進室に勤務。報道局では経済部記者として為替と株式を担当。フジテレビ社員の男性と結婚。

### 政治家として

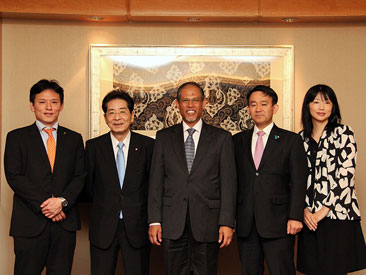
2012年5月、シンガポールにてマサゴス・ズルキフリ（中央）、仙谷由人（左から2人目）、田村謙治（左端）、谷田川元（右から2人目）と

2009年（平成21年）7月27日に、父と関係が深く三宅自身も報道局時代に取材経験のあった民主党代表代行（当時）の小沢一郎から出馬要請を受け、フジテレビを休職。第45回衆議院議員総選挙に福田康夫の地盤である群馬4区からの立候補を表明した。衆議院選挙出馬に伴い父三宅和助の知名度を優先し、旧姓の三宅姓を通称名として名乗る。政治資金収支報告書の届出は実名である森安雪子。群馬4区は、三宅の祖父・石田博英の秘書を務めた中島政希も立候補を希望していたが、祖父石田博英と親交のあった小沢一郎の裁定により祖父石田博英の名声と父和助人脈を勘案するとともに女性候補の方が票を集めるとの理由により三宅を公認候補とした。前回の第44回衆議院議員総選挙で次点の民主党公認候補に約6万2千票差で圧勝した福田の得票数103,852票（得票率51.9%）に、得票数91,904票（得票率45.9%）で約1万2千票及ばず落選した。その後、惜敗率88.4%で重複立候補していた比例北関東ブロックから復活当選した（中島は比例単独立候補で当選）。
2011年6月2日の衆議院本会議で行われた菅内閣不信任決議案の採決では、党の反対方針に反して棄権したが、三宅は医師の診断書を提出していたため、不問に付された。
2012年（平成24年）1月22日に、自身のTwitterで民主党の電気料金値下げ隊副隊長に就任したことを公表。同年の消費増税をめぐる政局では、野田内閣による消費増税法案の閣議決定に抗議して党広報副委員長の辞表を提出し、4月23日の党役員会で受理された。6月26日の衆議院本会議で行われた消費増税法案の採決では、党の賛成方針に反して反対票を投じた。7月2日には山岡賢次らを介して離党届が提出された。民主党は7月3日の常任幹事会で離党届を受理せず除籍処分とする方針を決定し、7月9日の常任幹事会で正式決定した。
同年7月11日、国民の生活が第一の結党に参加した。国民の生活が第一では選挙対策委員会の副委員長に就任する。同年11月16日、第46回衆議院議員総選挙において、群馬4区から、当時の内閣総理大臣である、野田佳彦が地盤（船橋市）とする、千葉4区への国替えが発表され、三宅は「（群馬）4区の皆様には申し訳ないが、首相と戦えという命を受けた」とコメントした。12月16日の第46回衆議院議員総選挙においては、得票数28,187票（得票率9.9%）で、当選した野田の得票数163,334票（得票率57.3%）に13万5千票差をつけられ、比例復活もならず落選した（得票率9.9％。供託金没収）。
2013年（平成25年）7月、第23回参議院議員通常選挙で生活の党公認候補として参議院比例区から立候補したが、党として議席が獲得できず落選した。
2015年（平成27年）4月、党支持者を名乗る人物から悪質な嫌がらせと党幹部の対応を理由に生活の党を離党した。尚、悪質な嫌がらせをしたとされる人物により名誉毀損罪で刑事告訴され、2016年（平成28年）6月にさいたま地方検察庁に書類送検され起訴猶予処分となった。
落選後も政治資金規正法に基づく政治資金管理団体の「アジア政経フォーラム」を維持し、その代表として政治活動を続けていた。2019年に7月に日刊ゲンダイに自らの記事『高齢者はなぜネトウヨにはまるのか』が連載されたことを機に自身の肩書きをルポライターとした。
2019年12月30日に東京都港区の自宅を出てから行方不明となり、家族から捜索願を受けた警察庁が捜索したところ、捜査関係者によると12月31日午前1時ごろ、同区の芝浦ふ頭で元議員の免許証の入ったリュックと靴が発見され、2020年1月2日、東京湾岸警察署が大田区城南島の海岸で三宅の遺体を発見した。入水自殺と見られている。54歳没。

## 人物・政治理念

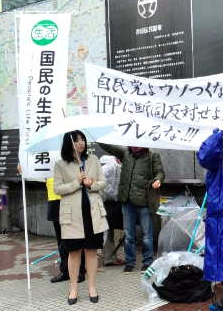
2013年4月21日、渋谷駅前での街頭演説にて

- 家族に知的障害者がいたので、福祉を志し、政治の世界に入ったと、自らのTwitterプロフィールで述べている[27]。障害者総合支援法は廃止すべしの論に立つ。
- 「脱原発」、および「TPP（環太平洋戦略的経済連携協定）反対」の立場を取る。
- 日本のACTA批准に反対する立場を取る。2012年8月に総理大臣官邸前で行われたACTA反対の抗議行動にも参加している。
- 厚生労働委員会で、外国人への生活保護費支給についての質問を行なったが、これは自民党政権下で「日本国民のみ」と限定されていた生活保護費の支給が、国会審議を経ず官僚判断＝省庁通達で、事実上外国人にも支払われるようになった点について、民主党の「政治主導」の観点から質問を行なったもの[28]。三宅の論点は、このような原案にない転換を国会審議を経ずに行うことへの質問であり、三宅本人は在住外国人へも生活保護費は支払うべきであるとの立場であった[29]。
- 2010年（平成22年）2月に公開された衆議院議員資産等報告書によると、個人名義でフジテレビジョン株（3株）と港区白金にマンションを所有している[30]。
- 2016年 メールマガジンの発行、物品販売を目的とした会社を設立。

## 騒動
- 2010年5月12日、衆議院内閣委員会において採決が行われようとする中、与野党議員のもみあいとなり、委員長席付近で転倒した。この件について、民主党は甘利明に突き飛ばされたことが原因であるとして、甘利に謝罪を求めた[31]。一方で自由民主党の馳浩は、三宅が「自分で転んだ」と国会のエレベーター内で発言していたと主張し、また、その場に居合わせた宮本岳志（日本共産党）も、馳の言っていることはほぼ事実だと同意した[32]。三宅は馳の勘違いだろうと主張した[33]。

- 2010年11月2日未明、東京都港区白金2丁目の自宅マンション4階通路で、落とした携帯電話を拾った際に転落し、腰の骨を折る全治1カ月の重傷を負った[34][35]。「落下中、2歳の時にハワイでホテルの4階から落ちたことがフラッシュバックしたが、多分、私は死なないと思った」と話しているという[36]。11月30日には衆院本会議に出席し、同日夜に自身の政治資金パーティーで「神様から『死んではいけない』と言われたと感じた。私の命は国民のもの。しっかり仕事をします。」と語った[37]。12月5日に退院し、再開したブログで反省の弁を述べている[38]。関係者によると、直前に本人が知人に「さようなら」との電話をかけていたことが、騒動発覚の真相だった[39]。

## 主な所属していた団体・議員連盟
- 新しい政策研究会（新政研）
- 国家主権と国益を守るために行動する議員連盟（発足時に参加し、数回のみ会議に出席）[40]

## 家族・親族
- 外祖父：石田博英（衆議院議員、第16・17代内閣官房長官、第14・17・18・22・23・39代労働大臣、第47代運輸大臣）
- 父：三宅和助（駐シンガポール特命全権大使、中央大学総合政策学部教授）
- 義叔父：福永浩介（人吉市長、母の妹の夫）

|  |  |  |  |          |          |          |          |          |          |          |          |    |    |    |    |    |    |      |      |      |      |      |      |  |  |  |  |  |  |  |  |  |  |  |  |
|  |  |  |  |          |          | 石田博英 | 石田博英 | 石田博英 | 石田博英 | 石田博英 | 石田博英 |    |    |    |    |    |    | 祖母 | 祖母 | 祖母 | 祖母 | 祖母 | 祖母 |  |  |  |  |  |  |  |  |  |  |  |  |
|  |  |  |  |          |          | 石田博英 | 石田博英 | 石田博英 | 石田博英 | 石田博英 | 石田博英 |    |    |    |    |    |    | 祖母 | 祖母 | 祖母 | 祖母 | 祖母 | 祖母 |  |  |  |  |  |  |  |  |  |  |  |  |
|  |  |  |  |          |          |          |          |          |          |          |          |    |    |    |    |    |    |      |      |      |      |      |      |  |  |  |  |  |  |  |  |  |  |  |  |
|  |  |  |  | 三宅和助 | 三宅和助 | 三宅和助 | 三宅和助 | 三宅和助 | 三宅和助 |          |          | 母 | 母 | 母 | 母 | 母 | 母 |      |      |      |      |      |      |  |  |  |  |  |  |  |  |  |  |  |  |
|  |  |  |  | 三宅和助 | 三宅和助 | 三宅和助 | 三宅和助 | 三宅和助 | 三宅和助 |          |          | 母 | 母 | 母 | 母 | 母 | 母 |      |      |      |      |      |      |  |  |  |  |  |  |  |  |  |  |  |  |
|  |  |  |  |          |          |          |          |          |          |          |          |    |    |    |    |    |    |      |      |      |      |      |      |  |  |  |  |  |  |  |  |  |  |  |  |
|  |  |  |  |          |          |          |          | 三宅雪子 |          |          |          |    |    |    |    |    |    |      |      |      |      |      |      |  |  |  |  |  |  |  |  |  |  |  |  |

## 著書
- 『福祉と私 「支えあう社会」を国政の場から』（廣済堂出版、2012年）

## 寄稿・連載
- 『原発問題に「無関心」なあなたへ。』（キラジェンヌ、2012年）
- 『高齢者はなぜネトウヨにはまるのか』（日刊ゲンダイ、2019年4月～7月）
- 『三宅雪子の「こわいものしらず」』（まぐまぐ、2019年）